# Pu'an (köping i Kina)
Pu'an (kinesiska: 普安镇, 普安) är en köping i Kina. Den ligger i provinsen Sichuan, i den sydvästra delen av landet, omkring 230 kilometer öster om provinshuvudstaden Chengdu.
Genomsnittlig årsnederbörd är 1 445 millimeter. Den regnigaste månaden är september, med i genomsnitt 264 mm nederbörd, och den torraste är december, med 13 mm nederbörd.